# Shelley Duvall
Shelley Duvall   (Fort Worth, 7 de juliol de 1949 - Blanco, 11 de juliol de 2024) va ser una actriu estatunidenca de cinema i televisió.
La seva trajectòria va ser diversa i, entre les seves pel·lícules, destaquen la versió per a la pantalla gran de Popeye, Nashville, Annie Hall, 3 Women (per la qual va aconseguir el premi en el Festival de Cannes a la millor actriu), The Shining o Els herois del temps en cinema, i sèries infantils per a televisió com "Faerie Tale Theatre" entre 1982-1987, produïda per ella, en la qual presentava diversos contes de fades. També va actuar en sèries adultes com Frasier o La llei dels àngels.

## Biografia
Antiga venedora de cosmètics, va ser descoberta en la seva ciutat natal per Robert Altman, que l'embarca en el rodatge de Brewster McCloud el 1970.
Shelley Duvall va imposar ràpidament en primers papers la seva fisonomia divertida i seductora (la crítica Pauline Kael parlava de Buster Keaton en femení). Per a Altman, va treballar en John McCabe (1971), Lladres com nosaltres (1974), Nashville (1975), Buffalo Bill i els Indis (1976), 3 Women (per la qual va assolir el Premi d'interpretació femenina a Canes l'any 1977) o Popeye (1980), en la qual va encarnar el personatge d'Oliva Oyl.
Fins al 1980, Shelley Duvall només havia treballat per a Robert Altman, excepció feta d'un petit paper en l'Annie Hall de Woody Allen (1977) i d'una aparició en un telefilm. Però Altman i Duvall no van col·laborar més.
El 1980, va interpretar Wendy Torrance en The Shining de Stanley Kubrick. L'any següent, va actuar en Bandits, de Terry Gilliam. El 1984, va participar en el curt Frankenweenie, posada en escena per un jove i prometedor director amb qui havia treballat en les seves sèries televisives, Tim Burton.
Al curs dels anys 1980 i 1990, Shelley Duvall es va implicar en la producció de programes televisió i vídeo per a nens: Shelley Duvall's Faerie Tale Theatre (El teatre de contes de fades de Shelley Duvall), Shelley Duvall's Tall Tales and Legends (Els grans contes i llegendes de Shelley Duvall), Shelley Duvall's Bedtime Stories, etc.
D'altra banda, va aparèixer regularment en pel·lícules de terror de pressupost més o menys important.

## Filmografia
Filmografia:
| Any  | Tìtol                                                          | Paper                 | Notes                         |
| ---- | -------------------------------------------------------------- | --------------------- | ----------------------------- |
| 1970 | Brewster McCloud                                               | Suzanne Davis         |                               |
| 1971 | McCabe & Mrs. Miller                                           | Ida Coyle             |                               |
| 1974 | Thieves Like Us                                                | Keechie               |                               |
| 1975 | Nashville                                                      | L. A. Joan            |                               |
| 1976 | Buffalo Bill and the Indians, or Sitting Bull's History Lesson | Mrs. Grover Cleveland |                               |
| 1976 | Bernice Bobs Her Hair                                          | Bernice               | Telefilm                      |
| 1977 | Annie Hall                                                     | Pam                   |                               |
| 1977 | 3 Women                                                        | Millie Lammoreaux     |                               |
| 1980 | Popeye                                                         | Olívia Oyl            |                               |
| 1980 | The Shining                                                    | Wendy Torrance        |                               |
| 1981 | Time Bandits                                                   | Pansy                 |                               |
| 1984 | Frankenweenie                                                  | Susan Frankenstein    | Curt                          |
| 1984 | Booker                                                         | Laura                 | Curt                          |
| 1986 | Popples                                                        |                       | Telefilm Productora executiva |
| 1987 | Roxanne                                                        | Dixie                 |                               |
| 1987 | Frog                                                           | Annie Anderson        | Telefilm Productora executiva |
| 1990 | Mare Goose Rock 'n' Rhyme                                      | Little Bo Peep        | Telefilm                      |
| 1991 | Suburban Commando                                              | Jenny Wilcox          |                               |
| 1991 | Frogs!                                                         | Annie Anderson        | Telefilm                      |
| 1991 | Stories from Growing up                                        |                       | Telefilm Productora executiva |
| 1991 | Backfield in Motion                                            |                       | Telefilm Productora executiva |
| 1995 | The Underneath                                                 | Infermera             |                               |
| 1996 | The Portrait of a Lady                                         | Comtessa Gemini       |                               |
| 1997 | RocketMan                                                      | Mrs. Randall          | No surt als crèdits           |
| 1997 | Twilight of the Ice Nymphs                                     | Amelia Glahn          |                               |
| 1997 | Alone                                                          | Estelle               | Telefilm                      |
| 1997 | Changing Habits                                                | Sister Agatha         |                               |
| 1997 | My Teacher Ate My Homework                                     | Mrs. Fink             |                               |
| 1998 | Home Fries                                                     | Mrs. Jackson          |                               |
| 1998 | Casper Meets Wendy                                             | Gabby                 | Directa en vídeo              |
| 1998 | Tale of the Mummy                                              | Edith Butros          |                               |
| 1999 | El quart pis (The 4th Floor)                                   | Martha Stewart        |                               |
| 1999 | Boltneck                                                       | Mrs. Stein            |                               |
| 2000 | Dreams in the Attic                                            | Nellie                |                               |
| 2002 | Manna from Heaven                                              | Detectiva Dubrinski   |                               |